# Шенгельды (Курчумский район)
Шенгельды (каз. Шеңгелді) — село в Куршимском районе Восточно-Казахстанской области Казахстана. Входит в состав Калжырского сельского округа. Код КАТО — 635263400.

## Население
В 1999 году население села составляло 298 человек (159 мужчин и 139 женщин). По данным переписи 2009 года в селе проживали 273 человека (146 мужчин и 127 женщин).